# Eijirō Tōno
Eijirō Tōno (Tomioka, 17 settembre 1907 – 8 settembre 1994) è stato un attore giapponese, noto per avere interpretato il ruolo dell'ammiraglio Chūichi Nagumo nel film del 1970 Tora! Tora! Tora!, sull'attacco di Pearl Harbor.

## Filmografia parziale
- Cane randagio (野良犬 Nora inu), regia di Akira Kurosawa (1949)
- Ginza keshō (銀座化粧), regia di Mikio Naruse (1951)
- Viaggio a Tokyo (東京物語 Tōkyō monogatari), regia di Yasujirō Ozu (1953)
- Gan (雁), regia di Shirō Toyoda (1953)
- Zoku Miyamoto Musashi - Ichijōji no kettō (続宮本武蔵 一乗寺の決闘), regia di Hiroshi Inagaki (1955)
- Byaku fujin no yoren (白夫人の妖恋), regia di Shirō Toyoda (1956)
- Kuroi kawa (黒い河), regia di Masaki Kobayashi (1957)
- La sfida del samurai (用心棒, Yōjinbō), regia di Akira Kurosawa (1961)
- Il gusto del sakè (秋刀魚の味 Sanma no aji), regia di Yasujirō Ozu (1962)
- Bushidô zankoku monogatari (武士道残酷物語 Bushidō zankoku monogatari), regia di Tadashi Imai (1963)
- Anatomia di un rapimento (天国と地獄 Tengoku to jigoku), regia di Akira Kurosawa (1963)
- Fiore secco (Kawaita hana), regia di Masahiro Shinoda (1964)
- Barbarossa (赤ひげ Akahige), regia di Akira Kurosawa (1965)
- Tora! Tora! Tora!, regia di Richard Fleischer, Kinji Fukasaku, Toshio Masuda (1970)
- Morte di un maestro del tè (千利休 本覺坊遺文, Sen no Rikyu: Honkakubô ibun), regia di Kei Kumai (1989)

## Doppiatori italiani
- Silvio Noto in Tora! Tora! Tora!
- Luca Ernesto Mellina in La sfida del samurai (ridoppiaggio)[1]